# Bogusław Baniak
Bogusław Stanisław Baniak (ur. 23 września 1958 w Pyrzycach) – polski piłkarz i trener.

## Kariera piłkarska
w latach 1976–1986 był zawodnikiem Pogoni Szczecin (rok spędził na wypożyczeniu do Energetyka Gryfino). W latach 1986–1988 grał w greckim klubie Pierikos SFK. Poważna kontuzja (złamanie kości piszczelowej) zakończyła jego aktywność piłkarską.

## Kariera trenerska
Po rozbracie z boiskiem powrócił do Pogoni i zajął się szkoleniem rezerw. W 1990 wspólnie z Włodzimierzem Obstem prowadził pierwszą drużynę. Później był asystentem Eugeniusza Różańskiego, Leszka Jezierskiego, Jerzego Kasalika i Romualda Szukiełowicza.
W rundzie jesiennej sezonu 1994/95 prowadził II-ligową Amikę Wronki. Następnie trenował Stal Rzeszów, Stilon Gorzów Wielkopolski, Błękitnych Stargard Szczeciński i ponownie Stal Rzeszów. W 1997 prowadził Chemika Police, a od lipca 1997 samodzielnie pierwszy zespół Pogoni Szczecin. W latach 1999–2000 był zatrudniony w Odrze Opole, a potem jako asystent w Orlenie Płock.
Od kwietnia 2001 do 29 września 2002 był szkoleniowcem drugoligowego Lecha Poznań, którego uratował przed spadkiem do III ligi i z którą w następnym sezonie awansował do ekstraklasy. Po zwolnieniu ze stanowiska, od 1 lipca 2003 ponownie znalazł zatrudnienie w Pogoni i był to kolejny klub, który pod jego wodzą awansował do I ligi. Szczecińską drużynę prowadził do 8 października 2004 (dwie pierwsze kolejki w ekstraklasie razem z czeskim szkoleniowcem Pavlem Malurą). Następnie był dyrektorem Wydziału Sportu w szczecińskim Urzędzie Miasta. 7 lutego 2005 został zatrzymany przez policję za jazdę pod wpływem alkoholu, po czym oddał się do dyspozycji ówczesnego prezydenta miasta Mariana Jurczyka.
Od 12 kwietnia 2005 do rozwiązania drużyny 1 lutego 2007 trenował ekipę Kujawiaka Włocławek (od wiosny 2006 pod zmienioną nazwą Zawisza Bydgoszcz). 21 marca 2007 został po raz kolejny trenerem szczecińskiej Pogoni, zastępując Czecha Libora Palę. Podpisał kontrakt ważny do czerwca 2008, lecz pracował jedynie do spadku z ekstraklasy w sezonie 2006/07.
20 września 2007 został trenerem Warty Poznań. 19 września 2009 przeszedł zawał serca. Po powrocie do zdrowia prowadził poznańską drużynę do 15 grudnia 2009. 3 lutego 2010 został szkoleniowcem Motoru Lublin, z którym spadł na trzeci poziom. W rundzie wiosennej sezonu 2010/11 ponownie był trenerem Warty, z której w czerwcu 2011 przeszedł do Miedzi Legnica. W sezonie 2011/12 wraz z tym zespołem awansował na zaplecze Ekstraklasy. Po dwóch latach współpracy klub rozwiązał z nim kontrakt. Od 2013 do 2014 był trenerem Floty Świnoujście.
W 2015 został dyrektorem sportowym federacji Burkina Faso oraz trenerem reprezentacji U-15 tego kraju.
Na początku kwietnia 2021 został dyrektorem sportowym beniaminka uzbeckiej ekstraklasy, Turona Yaypan.

## Życie prywatne
Jest absolwentem Instytutu Kultury Fizycznej Uniwersytetu Szczecińskiego (studiował w latach 1977–1981). Dyplom trenera piłkarskiego II klasy zdobył w AWF w Katowicach u Antoniego Piechniczka, a I klasy w 1990 w AWF w Warszawie. W Akademii Trenerów na warszawskiej AWF 26 kwietnia 2007 uzyskał certyfikat UEFA Pro Licence.